# Konieczki (Varmie-Mazurie)
Pour les articles homonymes, voir Konieczki (Silésie).
Konieczki est un village polonais du district administratif d'Ełk, dans le powiat d'Ełk, voïvodie de Varmie-Mazurie, au nord-est du pays.